# Papubolbe longipennis
Papubolbe longipennis är en bönsyrseart som beskrevs av Max Beier 1965. Papubolbe longipennis ingår i släktet Papubolbe och familjen Iridopterygidae. Inga underarter finns listade i Catalogue of Life.